# Глізе 667 Cc
Глізе 667 Cc (також відома як GJ 667 Cc, HR 6426 Cc або HD 156384 Cc) — екзопланета, тобто планета, яка знаходиться за межами Сонячної системи. Вона обертається навколо зорі під назвою Глізе 667 °C, яка є червоним карликом — це маленька й тьмяна зоря, яка світить значно слабше, ніж наше Сонце. Ця зоря входить до складу потрійної зоряної системи Глізе 667, тобто там є три зорі, пов'язані між собою гравітацією. Ця система розташована на відстані приблизно 23,6 світлових років від Землі у напрямку сузір'я Скорпіона. За мірками Всесвіту — це досить близько. Планета Глізе 667 Cc розташована в так званій зоні, придатній для життя. Це область навколо зорі, де температура може бути достатньо комфортною, щоб на поверхні планети існувала рідка вода — один із головних компонентів для життя, яке ми знаємо. Тому ця планета дуже зацікавила астрономів, які шукають світи, схожі на Землю. Планету відкрили за допомогою методу променевої швидкості.

## Фізичні характеристики

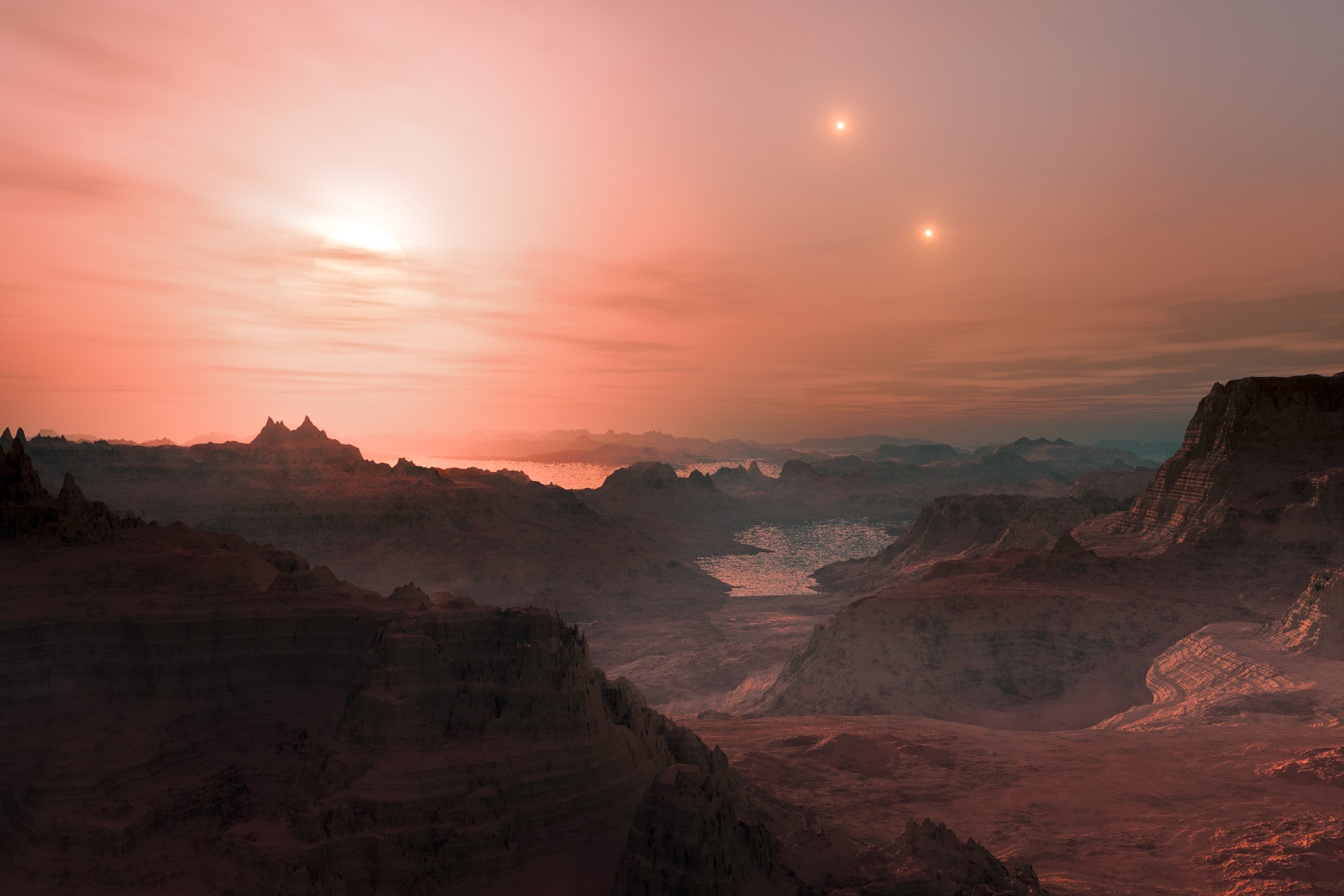
Надвечір'я на Ґлізе 667 Cc в уяві художника.

### Маса, розміри та температура
Глізе 667 Cc — це планета, яка більша за Землю, але менша, ніж газові гіганти, такі як Уран чи Нептун. Такі планети, як Глізе 667 Сс вчені називають надземлями, бо вони мають більшу масу, ніж Земля, але все ще можуть бути скелястими, а не газовими. Ця планета важить щонайменше у 3,7 раза більше, ніж наша Земля. Через це сила тяжіння на її поверхнізначно сильніша, ніж у нас. Температура на планеті без урахування атмосфери (це називається «рівноважна температура») становить приблизно 277 К, або близько +4 °C. Це приблизно така ж температура, яка буває на Землі навесні або восени в помірних широтах. Якщо ця планета має атмосферу, подібну до земної, то така температура може дозволити існування рідкої води — а вода, як відомо, є необхідною умовою для життя. За оцінками вчених, радіус планети приблизно у 1,5 раза більший за земний. Це означає, що Глізе 667 Cc — дещо більша за Землю, хоча точні розміри залежать від того, з яких матеріалів вона складається.

### Головна зоря
Планета Глізе 667 Cc обертається навколо зорі під назвою Глізе 667 °C. Це невелика й холодна зоря, яка належить до типу червоних карликів — це такі зорі, що менші й тьмяніші за наше Сонце, але можуть жити набагато довше. Глізе 667 C — частина потрійної зоряної системи. Це означає, що в одному небі з нею є ще дві зорі: Глізе 667 A і Глізе 667 B. Вони більші та масивніші за Глізе 667 °C, але всі три пов'язані гравітацією й утворюють одну велику систему. Сама Глізе 667 °C має приблизно третину маси Сонця, а її радіус — десь 42 % від сонячного. Її поверхня має температуру близько 3700 К, тобто набагато холодніше за Сонце, в якого температура понад 5700 К. Хоча точний вік зорі невідомий, астрономи вважають, що їй принаймні понад 2 мільярди років — це вдвічі більше, ніж вік Землі, коли на ній лише починало формуватися життя. Ця зоря світить дуже слабко — вона випромінює лише 1,4 % тієї енергії, яку дає наше Сонце. Тому, щоб планета, як-от Глізе 667 Cc, отримувала достатньо тепла, вона має бути набагато ближче до зорі, ніж Земля до Сонця. На сьогодні вчені підтвердили існування двох планет біля цієї зорі. Хоча колись думали, що їх може бути до семи, пізніші дослідження спростували ці припущення — ймовірно, попередні сигнали були просто похибками в даних. Глізе 667 °C майже не випромінює ультрафіолетове світло. А це добре для можливого життя, бо надмірна кількість ультрафіолету може бути шкідливою для організмів. Його мала кількість — це один з позитивних факторів для життя на планетах цієї системи.